# J.H.S.
J.H.S. er en dansk dokumentarfilm fra 1968, der er instrueret af Gregers Nielsen.

## Handling
Skulptøren Jørgen Haugen Sørensens forestillingsverden, som den blandt andet udtrykkes i en serie tøjskulpturer.